# Lijiashan (köpinghuvudort i Kina, Qinghai Sheng, lat 36,80, long 101,55)
Lijiashan (kinesiska: 李家山, 李家山镇) är en köpinghuvudort i Kina. Den ligger i provinsen Qinghai, i den nordvästra delen av landet, omkring 27 kilometer nordväst om provinshuvudstaden Xining. Antalet invånare är 24 112. Befolkningen består av 11 678 kvinnor och 12 434 män. Barn under 15 år utgör 21,0 %, vuxna 15-64 år 72 %, och äldre över 65 år 6,0 %.
Runt Lijiashan är det tätbefolkat, med 881 invånare per kvadratkilometer. Närmaste större samhälle är Qiaotou, 18,8 km nordost om Lijiashan. Trakten runt Lijiashan består i huvudsak av gräsmarker.
Genomsnittlig årsnederbörd är 518 millimeter. Den regnigaste månaden är juli, med i genomsnitt 138 mm nederbörd, och den torraste är januari, med 2 mm nederbörd.